# Улицы Владимира

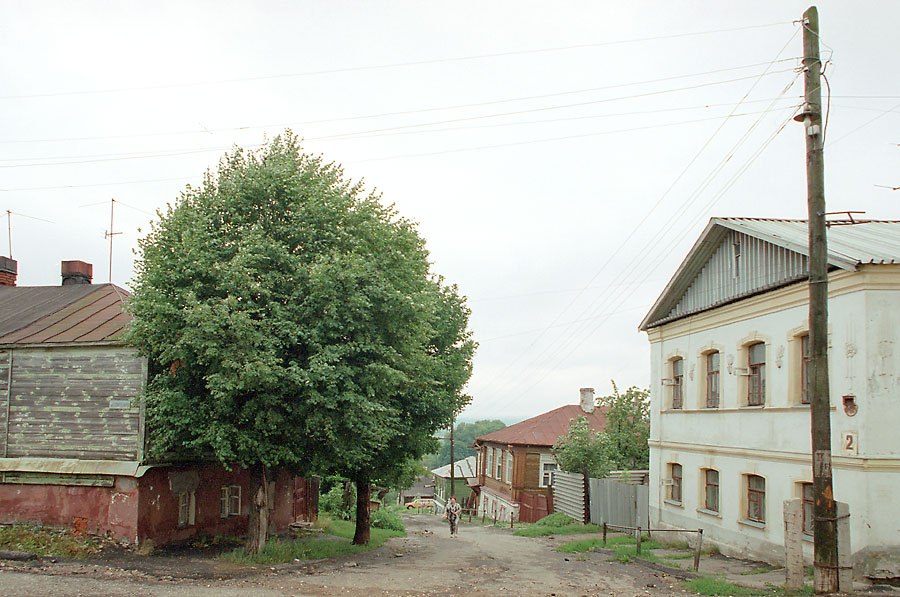
Владимирский спуск — одна из тихих улочек старого города

В современном городе Владимире насчитывается 540, а с учётом населённых пунктов, входящих в состав Муниципального образования город Владимир, — более 630 улиц, проспектов, шоссе, площадей, переулков, проездов, линий, тупиков, спусков.

## История формирования уличной сети Владимира
Особенности планировки города Владимира и основы для развития его уличной сети сформировались в XII веке при укреплении города князьями Владимиром Мономахом и Андреем Боголюбским. Владимир располагался между Клязьмой и Лыбедью, на трёх холмах, разделённых глубокими впадинами, и представлял собой три самостоятельных укреплённых района, соединявшихся мостами: Печерний город (с XVII века — Кремль), Ветшаный (Ветчаный) город к востоку он него и Новый город к западу от Печернего. Через все три части, примерно посередине каждой из них, параллельно береговой линии Клязьмы, пролегла центральная ось города, его первая и главная улица.
В XIV веке город выходит за границы своей древней территории: к северо-западу от неё появляются Пушкарская и Стрелецкая слободы, в XV веке за Лыбедью образуется слобода Варварка, в конце XVI века — Ямская слобода. Также появляются слободы Гончарная, Щемиловка, Боровок, Воронцовка, Дмитриевка. К 1715 году относится первый сохранившийся рисованный план («Чертёж») Владимира, из которого видно, что в городе сохранилась исторически сложившаяся трёхчастность планировки; его центральная улица — Большая — являлась частью тракта Москва — Нижний Новгород (ныне Большая Московская и Большая Нижегородская улицы). Других улиц практически не было, их образовывали ряды построек, не имеющие названий и определяемые по ориентирам: «дорога из посадских слобод в город», «на посаде за Ивановскими воротами в осыпи», «дорога круг города рвом» и т. д.
В 1781 году по указу императрицы Екатерины II был утверждён первый регулярный план застройки Владимира, в основе которого лежал черновой план архитектора Николая фон Берка. На смену прежней беспорядочности застройки пришла рациональная система разбивки городской территории на чёткую сетку кварталов с проведением коротких поперечных улиц, выходящих под прямым углом на Большую. Территория города по-прежнему состояла из трёх частей: первую составлял Новый город, вторую — Кремль и Ветшаный город (стены и башни Кремля к середине XVIII века были разобраны), третью — Залыбедье. К 1824 году в городе было 48 улиц, из них в первой части — 21, во второй — 16 и в третьей — 9. В начале XX века во Владимире насчитывалось уже 119 улиц, большая часть которых располагалась за пределами древних валов, на месте бывших загородных слобод.
В XX веке территория города возросла многократно, новое промышленное и жилое строительство осуществлялось в стороне от старого города — осваивалось Залыбедье, район Юрьевской дороги; в послевоенное время в черту Владимира вошли ряд окрестных деревень и сёл, среди них Доброе и Красное превратились в районы массовой застройки, на северо-западе появились Черёмушки, масштабное строительство развернулось в бывшей Ямской слободе и юго-западной окраине. К концу 1980-х годов в городе было около пятисот улиц. В состав Владимира вошли посёлки городского типа Юрьевец и Энергетик, в 2006 году — ряд населённых пунктов Камешковского и Суздальского районов, получивших статус микрорайонов (несколько населённых пунктов правобережья Клязьмы образовали Пригородный микрорайон).
В связи с увеличением площади городских земель 1 февраля 2007 года были изменены границы трёх административных районов Владимира — Ленинского, Октябрьского и Фрунзенского.
В 2009 году сёла Лунёво, Сельцо и деревня Ширманиха вышли из Пригородного микрорайона, объединены в единый жилой массив, на их территориях застраиваются 17 новых улиц.

## Имена владимирских улиц
Послереволюционная эпоха во Владимире, равно как и в других городах страны, отразилась в массовом переименовании улиц: в 1917 году Соборная площадь стала площадью Свободы, Большая Московская улица и часть Большой Нижегородской — улицей III Интернационала, остальная часть Нижегородской — улицей Фрунзе. Вместо старой топонимической традиции, когда улицы именовались по особенностям своего расположения (Ямская, 1-я и 2-я Щемиловка, Солдатская, Стрелецкая — на месте бывших слобод; Спасская, Вознесенская, комплексы Ильинских и Троицких улиц, — по названиям церквей, служивших заметными ориентирами; Куткин переулок, Шишовая, Яковлевская — по фамилиям домовладельцев), появились новые, призванные отразить идеологические понятия эпохи (Советская, Октябрьская, Первомайская, Краснознамённая, Красного Профинтерна, Красномилицейская), а также увековечить имена деятелей партии и государства, знаменитых людей. Значительная часть подобных переименований имела место в 1927, 1957, 1967 годах, то есть была приурочена к круглым годовщинам Октябрьской революции; последняя за советский период волна переименований прошла в 1985 году в связи с 40-летием Победы в Великой Отечественной войне.
Во Владимире получил распространение «кустовой» способ именования улиц: в новых районах можно выделить отдельные комплексы улиц, названных по одному принципу, например, район художников (улицы Сурикова, Шишкина, Репина, Крамского, бульвар Художника Иванова и др.), к которому примыкает район с «музыкальной темой» в названиях улиц (Чайковского, Стасова, Танеева, Мусоргского, Даргомыжского и др.). В восточном районе, на территории бывшего Доброго села и его окрестностей, новые улицы получали названия в память о местных партийных деятелях (Комиссарова, Егорова, Тюговой).
В начале 1990-х годов во Владимире, опять же как и во многих населённых пунктах России, началась обратная волна переименований. В 1991 году горсоветом была разработана масштабная программа «топонимической реставрации» города, полностью к настоящему времени не реализованная. Ряду улиц были возвращены их исторические названия, некоторым присвоены новые. Так улицы в юго-западной части города, прежде носившие имена Ворошилова и Клемента Готвальда, были переименованы соответственно в Верхнюю и Нижнюю Дуброву, что было связано связано с их нахождением в этом районе лесопарка — остатка древнего леса на берегу Клязьмы (по В. И. Далю дуброва — лиственный лес, чернолесье, парк). Тогда же был принят мораторий на называние улиц по именам людей, который несколько раз нарушался: в 2000 году безымянная прежде площадь стала называться площадью Адмирала Лазарева, в 2008-м в городе появились переулок Сушкова и проезд Пономарёва, в 2016 году — улица Сперанского). С 1990-х годов получили распространение названия, отражающие местоположение улиц (Дорожная, Сунгирская, Озёрная, Полянка и пр.), либо «красивые» названия типа Неповторимой, Ясной, Искристой, Майской и т. п. улиц в Юрьевце.

## Список улиц Владимира
| # А Б В Г Д Е Ё Ж З И К Л М Н О П Р С Т У Ф Х Ц Ч Ш Щ Э Ю Я |

Названия улиц расположены в алфавитном порядке и приводятся в общепринятой форме, то есть улицу Демьяна Бедного следует искать среди названий на букву «Д», а не «Б». В то же время все номерные линии перечислены среди названий на «Л», а номерные проезды — на «П»; цифра перед названием некоторых улиц также не влияет на алфавитный порядок (2-я Никольская — в разделе «Н», а не «В» и т. д.). В скобках приводятся прежние названия улиц, при этом используются общепринятые сокращения.
В списке присутствуют несколько улиц, не имеющих домов, однако сохраняющих роль городских дорог и присутствующих в различных списках, планах города, обозначенных в ряде случаев в самом городе (Левинский проезд, улица Макаренко, Полевой проезд, улица Станкевича, бульвар Художника Иванова); показаны транспортные магистрали (Рокадная дорога, Суздальское шоссе, Юрьевское шоссе и т. д.). Потерявшие значение дорог упразднённые улицы приведены в отдельном списке.

### А
- Аграрная улица
- Агрономическая улица
- Площадь Адмирала Лазарева
- Проезд Александра Матросова
- Улица Александра Матросова
- Улица Александра Невского (до 1957 — Садовая ул. Красного села)
- Улица Алябьева
- Улица Асаткина (до 1967 — Спортивная ул.)
- Посёлок Аэропорта

### Б
- Улица Бабушкина (до 1958 — Заводская ул.)
- Бакулинская улица
- Улица Балакирева
- Улица Батурина (до 1927 — Воскресенский пер.)
- Проезд Баумана
- Улица Баумана
- Улица Безыменского
- Улица Белоконской (в 1950—1957 — ул. Лысенко; в 1957—1967 — Целинная ул.)
- Белораменская улица
- Улица Белякова (до 1985 — Семязинская ул.[6])
- Береговая улица
- Улица Березина (до 1985 — пр. Связи)
- Улица Благонравова
- Улица Бобкова (до 1969 — часть ул. Чайковского)
- Богословский переулок (в 1927—1991 — ул. Учпрофсож)
- Улица Болотникова
- Большая Лукинская улица
- Большая Московская улица (в 1919—1995 — ул. III Интернационала)
- Большая Нижегородская улица (в 1919—1995 — ул. Фрунзе)
- Большая Ущерская улица
- Улица Большие Ременники (в 1965—1991 — ул. Победы)
- Большой проезд (до 1950 — Церковный пр.)
- Боровецкий спуск
- Улица Бородина
- Брусничная улица
- Быковский проезд

### В
- Вальковская улица
- Варваринский проезд
- 1-й Варваринский спуск
- Улица Варварка
- Улица Василисина
- Улица Ватутина
- Верезинская улица (до 1964 — дер. Верезино)
- Вересковая улица
- Улица Верещагина
- Верхнелыбедская улица
- Улица Верхние Ямки
- Верхний (1-й Верхний[7]) проезд
- Улица Верхняя Дуброва (до 1990 — ул. Ворошилова)
- Вишнёвая улица
- Вишневый проезд
- Владимирский спуск
- Вознесенская улица (в 1927—1990 — ул. Щедрина)
- Вокзальная площадь
- Вокзальная улица
- Вокзальный переулок
- Вокзальный спуск
- Улица Володарского (до 1923 — Троицкая-Безымянная ул.)
- Улица Воровского (до 1923 — Троицкая-Нагорная ул.)
- Улица Воронина (до 1970 — ул. Физика Столетова)
- Воронцовский переулок
- Восточная улица
- Площадь Восьмисотпятидесятилетия Владимира[8]
- Улица Восьмисотпятидесятилетия Владимира (до 1958 — Заводской бул.)
- Улица Восьмого Марта (до 1933 — Столетовская ул. и часть Красноармейской ул.)
- Вязниковская улица

### Г
- Улица Гагарина (до 1923 — Царицынская ул., в 1923—1967 — ул. Ленина)
- Улица Гаршина
- Улица Гастелло
- Георгиевская улица (в 1923—1990 — ул. Красного Профинтерна)
- Улица Герцена (до 1927 — Ильинская ул.)
- Улица Глинки
- Улица Гоголя (до 1927 — Куткин пер.)
- Улица Годова Гора
- Горная улица
- Горный проезд
- Гороховая улица
- Улица Горького
- Горячева улица
- Гражданская улица (до 1927 — Петропавловская ул. и Яковлевская ул.)
- Улица Грибоедова

### Д
- Дальний проезд
- Улица Даргомыжского
- Дачная улица
- Улица Дворяниновка
- Дворянская улица (в 1919—1925 — Большая Московская ул., в 1925—1927 — ул. Революции 1905 Года, в 1927—1967 — Большая Московская ул., в 1967—1995 — Московская ул.)
- Девическая улица (в 1927—1991 — Красномилицейская ул.)
- Улица Девятого Января (до 1933 — Безымянный пер. и Макушинская ул.)
- Улица Дегтярёва
- Улица Демьяна Бедного (до 1933 — Фокеевская ул. и Кочетовая ул.)
- Дербенёвская улица
- Улица Десять Лет Октября (Десятого Октября) (до 1934 — Новоконная пл. и Конная пл.)
- Улица Дзержинского (до 1926 — Большая Мещанская ул.; в 1926—1927 — ул. 1-я Троцкого)
- Улица Диктора Левитана (до 1985 — Лисин пер.)
- Дмитриевская (Дмитриевская Слобода) улица
- Проезд Добролюбова
- Улица Добролюбова
- Добросельская улица (до 1957 — Московская ул. Доброго села)
- Добросельский проезд
- Улица Доватора
- Дорожная улица
- Улица Дружбы

### Е
- Улица Егорова
- Ежевичная улица
- Улица Ермака
- Ерофеевский спуск

### Ж
- Железнодорожная улица (до 1927 — ул. 1-я Щемиловка)
- Железнодорожные дома 194, 196 км
- Житневская улица
- Улица Жуковского
- Улица Журавлиха

### З
- Улица Завадского
- Загородный проезд
- Улица Задний Боровок
- Западная улица
- Западный проезд
- Зелёная улица (до 1927 — Малая Зелёная ул.)
- Улица Златовратского (до 1927 — Малая Ильинская ул.)
- Улица Зои Космодемьянской

### И
- Ивановская-Подгорная улица
- Иванцевская улица
- Ильинская-Покатая улица
- Улица Ильича (до 1930 — Шишовая ул.)

### К
- Казарменная улица
- Кайсаровская улица
- Кайсаровский проезд
- Улица Каманина (в 1950—1957 — Стахановская ул., в 1957—1985 — Производственная ул.[9])
- Камешковская улица
- Камешковский проезд
- 1-й Камешковский переулок
- 2-й Камешковский переулок
- 3-й Камешковский переулок
- 4-й Камешковский переулок
- 5-й Камешковский переулок
- 6-й Камешковский переулок
- Улица Карла Маркса (до 1923 — Мироносицкая ул.)
- Карьерная улица
- Кипрейная улица
- Улица Кирова
- 1-й Кирпичный проезд
- 2-й Кирпичный проезд
- 3-й Кирпичный проезд
- Клюквенная улица
- Клязьминская улица (до 1927 — Дмитриевский пер.)
- Улица Княгинин Монастырь (в 1923—1995 — пос. Воровского)
- Княгининская улица (в 1923—1991 — ул. Некрасова)
- Ковровская улица
- Ковровский проезд (до 1957 — Садовая ул. Доброго села)
- Улица Козлов Вал
- Козлов тупик
- 1-й Коллективный проезд
- 2-й Коллективный проезд
- 1-я Кольцевая улица
- 2-я Кольцевая улица
- 3-я Кольцевая улица
- Улица Комиссарова
- Коммунальный спуск (до 1927 — Казаринов пер. и Лукьяновский спуск)
- Комсомольская улица (до 1927 — Боголюбовская ул.)
- Коневская улица
- Константино-Еленинский проезд (ранее пл. Культуры)
- Костерин переулок
- Улица Котовского
- Улица Крайнова (до 1985 — 15-й пр.)
- Улица Крамского
- Улица Красная Горка (до 1930-х гг. — дер. Быковка)
- Красная улица
- Красноармейская улица (до 1923 — Большая Сретенская ул., позднее присоединён Дементьевский проезд)
- Краснознамённая улица
- Краснораменская улица
- Красносельская улица
- Красносельский проезд
- Красный переулок
- Красный проезд
- Кремлёвская улица (до 1927 — Николокремлёвская ул.)
- Улица Крупской
- Улица Куйбышева
- Проезд Кулибина
- Улица Кулибина
- Улица Куликова
- Курская улица

### Л
- Ладожская улица
- Проезд Лакина
- Улица Лакина (до 1956 — 5-я линия)
- Ландышевая улица
- Улица Левино Поле (до 1957 — село Левино Поле)
- Левинский проезд
- Площадь Ленина
- Проспект Ленина (до 1936 — Ямская слобода, в 1936—1961 — Ямская ул., в 1961—1967 — ул. Гагарина)
- Улица Лермонтова
- Улица Лескова
- Лесная улица
- Летнеперевозинская улица (в 1967—1990 — ул. Столярова)
- Ливенская улица
- Линейная улица (с 1978 включает ул. Спиртовку)
- 1-я линия
- 2-я линия
- 3-я линия
- 4-я линия
- 7-я линия
- 8-я линия
- 9-я линия
- Улица Ломоносова (до 1923 — Малая Сретенская ул.)
- Луговая улица
- Лукинский переулок
- Лукинский проезд
- Улица Луначарского (до 1923 — Воскресенская ул.)
- Лунёвская улица
- Улица Лунёвский Вал
- Лыбедская магистраль
- Лыбедский проезд (до 1927 — Зачатьевский пер., в 1950 присоединён Инвалидный пер.)
- Львовская улица
- Улица Любови Шевцовой

### М
- Улица Майдан
- Улица Макаренко
- Малая Лукинская улица
- Малая Ущерская улица
- Улица Малые Ременники
- Малый проезд
- Манежный тупик
- Улица Марьина Роща
- Посёлок Марьино
- Марьинская улица
- Проезд Маяковского
- Улица Маяковского (до 1957 — Горьковская ул. Доброго села)
- Мельничный проезд
- Улица Менделеева (до 1933 — часть Подьяческой ул.)
- Мещёрская улица
- Миловская улица
- 1-й Миловский переулок
- 2-й Миловский переулок
- Миловский проезд
- Улица Минина (до 1957 — часть ул. Мира Доброго села)
- Улица Мира (до 1951 — ул. Новая Слободка)
- Михайловская улица
- Проезд Мичурина
- Улица Мичурина
- Улица Модорова (до 1967 — Краснознамённый пр.)
- Молодёжная улица
- Улица МОПРа (до 1933 — Макарьевская ул.)
- Московское шоссе
- Мостостроевская улица
- Моховая улица
- Музейная улица (до 1927 — Борисоглебская ул.)
- Муромская улица
- 1-й Муромский переулок (до 1927 — 1-я Новопятницкая ул.)
- 2-й Муромский переулок (до 1927 — 2-я Новопятницкая ул.)
- Улица Мусоргского
- Улица МЮДа (до 1933 — Солдатская ул. и Александровская ул.)

### Н
- Народная улица
- Нижний проезд
- Улица Нижняя Дуброва (до 1990 — ул. Клемента Готвальда)
- Улица Никитина (до 1986 — Школьная ул.)
- Никитская улица (в 1923—1991 — Первомайская ул.)
- Улица Николая Островского
- Никологалейская улица (в 1923—1967 — Верхняя ул. Калинина и Нижняя ул. Калинина, в 1967—1990 — ул. Калинина)
- 1-я Никольская улица (в 1925—1991 — ул. Нариманова)
- 2-я Никольская улица (в 1925—1991 — ул. Сунь Ятсена)
- Новая улица
- Новгородская улица
- Новогончарная улица
- Новогончарный переулок
- Новоямская улица
- Новоямской переулок

### О
- Объездное шоссе (пекинка)
- Овражная улица
- Улица Одоевского
- Озёрная улица
- Октябрьская улица (до 1923 — Пятницкая ул.)
- Октябрьский городок
- Октябрьский проспект (до 1961 — просп. Сталина)
- Улица Олега Кошевого
- Улица Ольховка
- Опольевская улица
- Ореховая улица
- Осиновая улица
- 1-й Осиновый переулок
- 2-й Осиновый переулок
- Улица Осьмова (до 1927 — Ивановская ул., в 1927—1967 — ул. Ворошилова, затем Коммунистическая ул.)
- Офицерская улица
- Офицерский проезд

### П
- Улица Павлика Морозова
- Улица Парижской Коммуны (до 1923 — Часовенная ул.)
- Пенкинская улица
- Улица Передний Боровок
- Перекопский городок
- 1-я Пионерская улица
- Улица Пичугина (до 1964 — Школьный пр.)
- Площадь Победы (ранее — пл. 30-летия Победы)
- Улица Погодина
- Улица Подбельского (до 1923 — Троицкая ул.)
- 2-я Подгорная улица (до 1927 — Троицкая-Подгорная ул.)
- Улица Подлески
- Улица Пожарского (до 1957 — часть ул. Мира Доброго села)
- Пойменная улица
- Полевой проезд
- Улица Полины Осипенко
- Улица Польцо
- Улица Полянка
- Помпецкий переулок
- Проезд Пономарёва
- Поселковая улица
- Почаевская улица
- Улица Почаевский Овраг
- 2-й Почаевский проезд
- 3-й Почаевский проезд
- Почтовый переулок
- Пригородная улица
- 1-й проезд
- 2-й проезд
- 6-й проезд
- 16-й проезд
- 17-й проезд
- 18-й проезд
- 19-й проезд
- 21-й проезд
- 22-й проезд
- 23-й проезд
- 24-й проезд
- 25-й проезд
- 26-й проезд
- Производственная улица
- Промышленный проезд
- Улица Пугачёва
- Пушкарская улица
- Улица Пчельники

### Р
- Рабочая улица (до 1927 — ул. 2-я Щемиловка)
- Рабочий переулок
- Рабочий спуск (до 1927 — Жандармский спуск)
- Улица Радищева
- Улица Разина
- Улица Растопчина
- Рахмановская улица
- Улица Репина
- Родниковый проезд
- Рокадная дорога
- Рпенский проезд
- Посёлок РТС

### С
- Садовая площадь
- Садовая улица (в 1957 к ней присоединена ул. Будённого, до 1927 называвшаяся Тюремной ул.)
- Улица Сакко и Ванцетти (до 1927 — Дятлов пер., Большая Зелёная ул., часть Подьяческой ул. и Подьяческая пл.)
- Санаторная улица
- Улица Свердлова (до 1923 — Сергиевская ул.)
- Улица Связи
- Северная улица
- Северный проезд
- Селищенская улица
- Селецкая улица
- Улица Селецкий Вал
- Улица Семашко (до 1927 — Протасьевская ул.)
- Семязинская улица
- Улица Сергея Лазо
- Складская улица
- Славянская улица
- Смоленская улица
- Собинская улица
- Соборная площадь (в 1917—1991 — пл. Свободы)
- Посёлок Совхоза «Вышка»
- Совхозная улица
- Улица Соколова-Соколёнка
- Солнечная улица
- Улица Сорок Лет Октября (до 1957 — ул. Калинина Красного села)
- 1-я Сорокинская улица
- 2-я Сорокинская улица
- 3-я Сорокинская улица
- Сосенская улица
- 1-й Сосенский проезд
- 2-й Сосенский проезд
- Сосенский переулок
- Сосенский тупик
- Социалистическая улица (в 1957—1958 — ул. Баграмяна)
- Спасская улица (в 1923—1991 — Советская ул.)
- Улица Сперанского
- Спортивный переулок (до 1935 — Лыбедский пер.)
- Средний проезд
- Ставровская улица
- Старогончарная улица
- Старогончарный переулок
- Проезд Стасова
- Улица Стасова
- Улица Столетовых (до 1927 — Рождественская ул., в 1927—1970 — Пролетарская ул.)
- Стрелецкая улица (в 1933—1936 — ул. Сталина)
- Стрелецкий городок
- Улица Стрелецкий Мыс
- Стрелецкий переулок
- Проспект Строителей
- Улица Строителей
- Улица Студёная Гора (в 1937—1991 — ул. Пушкина)
- Студенческая улица
- Улица Суворова
- Судогодское шоссе
- Суздальская улица
- Суздальский проспект (ранее Ленинградская ул.)
- Суздальское шоссе
- Сунгирская улица
- Улица Сурикова (в 1957—1958 — бул. Сурикова)
- Суходольская улица
- Переулок Сушкова
- Сущёвская улица
- Сущёвский проезд

### Т
- Улица Танеева
- Танковый проезд
- Театральная площадь
- Улица Тихонравова
- Улица Токарева
- Толмачёвская улица
- 1-й Толмачёвский проезд
- 2-й Толмачёвский проезд
- 3-й Толмачёвский проезд
- Толстовский переулок (до 1927 — Знаменский пер.)
- Тракторная улица
- Улица Труда
- Трудовая улица
- Тумская улица
- Тумская улица (Яма)[10]
- 1-й Тупиковый проезд
- 2-й Тупиковый проезд
- 3-й Тупиковый проезд
- 4-й Тупиковый проезд
- 5-й Тупиковый проезд
- 6-й Тупиковый проезд
- Улица Тургенева

### У
- Университетская улица (ранее — проезд Строителей)
- Тупик Урицкого
- Улица Урицкого (до 1923 — Подсоборная ул., позднее к ней присоединена Подбульварная ул.)
- Урожайная улица
- Усадебная улица
- Улица Усти-на-Лабе (до 1975 — Электрозаводская ул.; участку улицы за Рокадной дорогой возвращено это название)
- Учительская улица

### Ф
- Фалалеевская улица
- Улица Фатьянова
- Улица Федосеева (до 1933 — Малая Мещанская ул.)
- Улица Фейгина (до 1967 — Кооперативная ул.)
- Фестивальная улица (до 1957 — ул. Мира Красного села)
- Фестивальный проезд
- Площадь Фрунзе
- Улица Фурманова

### Х
- Улица Хирурга Контора
- Улица Хирурга Орлова
- Хлебозаводская улица
- Бульвар Художника Иванова
- Улица Художника Левитана (до появления ул. Диктора Левитана — просто ул. Левитана)

### Ч
- Проезд Чайковского
- Улица Чайковского
- Улица Чапаева
- Черничная улица
- Чернораменская улица
- 1-й Чернораменский переулок
- 2-й Чернораменский переулок
- Улица Чернышевского
- Улица Черняховского
- Улица Чехова (до 1935 — Зелёная-Ильинская ул.)

### Ш
- Улица Шестнадцать Лет Октября (до 1933 — дер. Михайловка и Архангеловка)
- Улица Ширманиха
- Улица Шишкина
- Улица Шороновка
- Посёлок Шпалорезка

### Э
- Элеваторная улица
- Электрозаводская улица
- Электроприборовский проезд
- Энергетический проезд

### Ю
- Юбилейная улица
- Южная улица
- Южный проезд
- Юрьевская улица
- Юрьевский переулок (до 1927 — Петропавловский пер.)
- Юрьевский проезд
- Юрьев-Польское шоссе

### Я
- Улица Яблочкова

### Список упразднённых улиц
В списке приведены названия исчезнувших с 1960-х годов улиц города. Наибольшая их часть располагалась в северо-западной части города (Черёмушках), а также в Красном и Добром сёлах, вошедших в 1950 году состав Владимира. Эти территории из частных секторов превратились в «спальные районы» города с небольшим числом протяжённых улиц.
- Улица Айвазовского
- Арфановский переулок
- Проезд Балакирева
- Улица Белинского
- Улица Васнецова
- Весенняя улица
- Улица Гайдара
- Улица Двадцать Четвёртого Декабря
- Детская улица
- 1-я Заводская улица
- Улица Ивана Никитина
- Киевская улица
- Улица Кольцова
- Улица Коровина
- Улица Короленко
- Красногвардейская улица
- Улица Кутузова
- Улица Лазарева
- Литейная улица
- Улица Маковского
- Малослободский переулок
- Малослободский тупик
- Моторная улица
- Нижнелыбедская улица
- Проезд Новикова-Прибоя
- Улица Новикова-Прибоя
- 1-й и 2-й Новоямские проезды
- Улица Огарёва
- Улица Перова
- Песчаная улица
- Улица Плеханова
- 1-я Подгорная улица
- Проезд Пожарского
- Покровская улица
- 5-й, 7-й — 14-й проезды
- Улица Саврасова
- Садоводческая улица
- Улица Сергея Тюленина
- Проезд Станкевича
- Улица Станкевича
- Посёлок Строителей
- Улица Тюговой
- Улица Ульяны Громовой
- 1-й и 2-й Усадебные тупики
- Улица Шевченко
- Улица Шишкова

### Отдельные микрорайоны

#### Коммунар
- Зелёная улица
- Лесная улица
- Набережная улица
- Песочная улица
- Советская улица
- Центральная улица
- Школьная улица

#### Лесной
- Лесная улица

#### Мостострой
- Зелёная улица
- Набережная улица
- Северная улица
- Центральная улица
- Школьная улица

#### Оргтруд
- Улица Гагарина
- Улица Горького
- Улица Гуреева
- Улица Девятого Октября
- Улица Дзержинского
- Зелёная улица
- Улица Кирова
- Улица Ленина
- 1-я Лесная улица
- 2-я Лесная улица
- Молодёжная улица
- Набережная улица
- Нижнесадовая улица
- Новая улица
- Октябрьская улица
- Пионерская улица
- Улица Пушкина
- Рабочая улица
- Северная улица
- Спортивная улица
- Улица Строителей
- Улица Фрунзе

#### Пиганово
- Берёзовая Дуговая улица
- 1-й Берёзовый переулок
- 2-й Берёзовый переулок
- Бородинская улица
- Центральная улица

#### Энергетик
- Росляковская улица
- Садовая улица
- Северная улица
- Советская улица
- Совхозная улица
- Улица Энергетиков

#### Юрьевец
- Багряная улица
- Берёзовая улица
- Визитная улица
- Вольная улица
- Всесвятская улица
- Гвардейская улица
- Железнодорожные дома 181 км
- Институтский городок
- Искристая улица
- Майская улица
- Улица Михалькова
- Неповторимая улица
- Ноябрьская улица
- Православная улица
- Преображенская улица
- Прохладная улица
- Улица Родионовка
- Родниковая улица
- Рождественская улица
- Улица Рос
- Рябиновая улица
- Светлая улица
- Сиреневая улица
- Славная улица
- Станционная улица
- Строительный проезд
- Тенистая улица
- Тихая улица
- Школьный проезд
- Ясная улица

### Населённые пункты
- дер. Аббакумово (улицы: Новая, Центральная)
- дер. Бухолово (Садовая улица)
- дер. Вилки (Центральная улица)
- пос. Долгая Лужа (Деревенская улица)
- пос. Заклязьминский (улицы: Восточная, Заречная, Зелёная, Лесная, Новая, Центральная)
- дер. Злобино (улицы: Лесная, Полевая)
- с. Кусуново (улицы: Боровитинская, Волозин переулок, Волозинская, Кусуновская, Центральная улица)
- турбаза «Ладога» (Сосновая улица)
- с. Мосино (Бабуровка, Берёзная, Дарницкая, Дубки, Земляничная, Ивовая, Иваньковская, Каравайная, Круговая, Летняя, Мирская Гора, Мосинская, Покровская улица, 1-я Рощинская, 2-я Рощинская, 3-я Рощинская, Ручейная, Хлебодарная, Яровая)
- дер. Немцово (улицы: Абрамов переулок, Захарьин переулок, Короткий тупик, Крестьянская, Немцовская, Никитин переулок, Ольховая, Новая, Полевая, Пролески, Садушка, Усадебная, 1-й Уютный тупик, 2-й Уютный тупик, Феофановская)
- дер. Никулино (улицы: Лесная, Солнечная)
- дер. Оборино (Полевая улица)
- пос. Рахманов Перевоз (Лесная улица)
- с. Спасское (улицы: Садовая, Садово-Спасская, Совхозная, Сторонка, Студенческая, Центральная)
- дер. Уварово (улицы: Берсеневка, Большая Бортниковская улица, Большая Рахмановская, Большая Уваровская, Дубровка, Истоминская, Кленовская, Ковергинская, 1-й Ковергинский переулок, 2-й Ковергинский переулок, 1-й Ковергинский проезд, 2-й Ковергинский проезд, Малая Бортниковская улица, Малая Рахмановская, Малая Сторонка, 1-й Рахмановский переулок, 2-й Рахмановский переулок, 3-й Рахмановский переулок, Сосновка, 1-й Уваровский переулок, 2-й Уваровский переулок, 1-й Уваровский проезд, 2-й Уваровский проезд, Центральная)
- с. Ущер (Ущерская улица)
- дер. Шепелево (улицы: Новая, Центральная)

## Факты
- Первый случай возвращения улице её исторического названия произошёл уже в 1936 году. Улица, располагавшаяся на месте известной с XVI века Стрелецкой слободы, в 1933 году была переименована в улицу Сталина. Однако спустя три года «в связи с несоответствием состояния и благоустройства улицы с её названием» ей вернули прежнее имя — Стрелецкая[11]. Впрочем, имя Сталина чуть позже вновь появилось на карте города — по Генеральному плану 1947 года проспект Сталина должен был связать центральную часть города с площадью Ленина. Так в итоге и произошло, но уже после 1961 года, когда проспект Сталина был переименован в Октябрьский проспект. Не сохранился в городе и топоним улица Ворошилова: сначала так называлась нынешняя улица Осьмова, затем — нынешняя Верхняя Дуброва.
- Название улица Осьмова (в память об участнике трёх революций Николае Михайловиче Осьмове) стало своеобразным топонимическим казусом — на ряде домов по этой улице висят таблички улица Осьмого. Подобному «переосмыслению» подвергаются и некоторые другие названия: улица Белоконской (по фамилии участницы социал-демократического движения во Владимире Любови Матвеевны Николаевой-Белоконской) почти официально стала улицей Белоконская (а то и Бело-Конская), а улица Безыменского (комсомольского поэта) на одном из планов города обозначена как улица Безымянного.
- В 1967 году с формальным обоснованием «в ознаменование 50-й годовщины Октября» улица Ленина стала называться улицей Гагарина, а улица Гагарина — проспектом Ленина. Большая Московская улица в течение 46 лет (в 1919—1925 и 1927—1967) располагалась не к востоку от Золотых ворот, а к западу — это имя носила бывшая и нынешняя Дворянская улица.
- Улица Погодина носит имя одного из Героев Советского Союза, но кого именно — неизвестно: в решении исполкома Владимирского горсовета № 781 от 20 июня 1951 года указана только фамилия Погодин. Наиболее вероятно, что она принадлежит Дмитрию Дмитриевичу Погодину[12][13][14], но есть источники, указывающие на то, что улица названа по фамилии Николая Кузьмича Погодина, уроженца деревни Кибирёво ныне Петушинского района[15]. Тем не менее, остановка общественного транспорта в районе улицы с 2014 года официально называется «Улица Дмитрия Погодина».